# ルック・パニソード

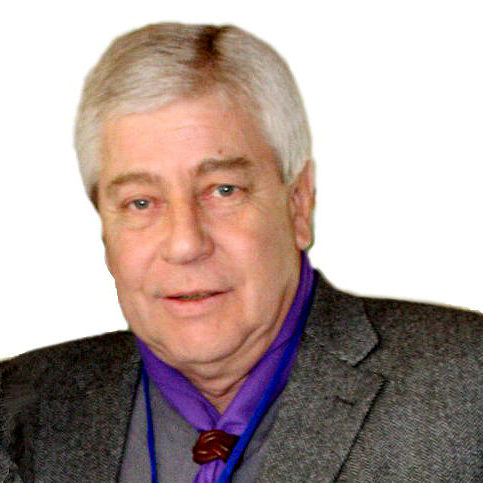
Luc Panissod

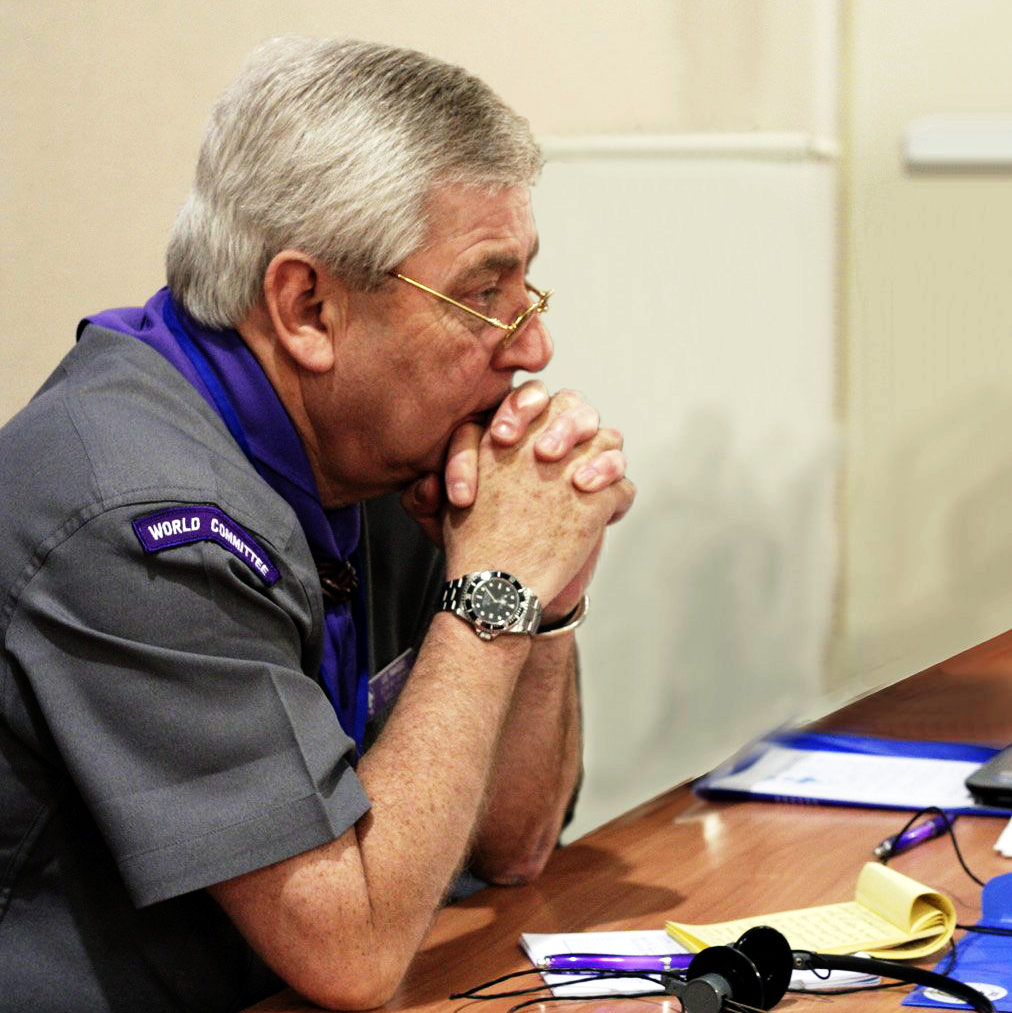

ルック・パニソード(Luc Panissod)は元世界スカウト機構事務総長。1949年フランス生まれ。 彼は以前は世界スカウト機構事務次長であり、 2007年11月中旬の指導権と財務に関する制度上の危機ののち、エドゥアルド・ミッソーニの代わりに事務総長の職務を執り行った。 2009年3月に正式に世界スカウト機構事務総長の地位に任命された。パニソードは2011年12月31日を以て事務総長の職を辞した。
世界スカウト機構での責務は二分割され、それぞれ執行役員が率いる。事務次長としてパニソードは総経理、経営責任者、財務、人物評価、情報と技術、資源動員、資料とその記録の担当者であった。
パニソードはパリのソルボンヌ大学で学び、経済学の学士および修士となり、その後系列施設でCertificat d'Aptitude a l'Administration des Entreprises CAAE-MBAを取得した。1982年に世界スカウト事務局に参加した際、彼は「公共的および社会的原因のマーケティング」の博士号の準備をしていた。
1991年に彼は世界スカウト機構事務局長に昇進し、世界スカウト事務局の総経理の当事者となった。
また、パニソードはアジア・太平洋地域、ユーラシア地域、アフリカ地域の連絡係であった。
事務総長として、パニソードは制度上の支援、組織上の事務、計画、 戦略と戦略的評価、対話と対外関係に関して統率した
1996年にブロンズ・ウルフ章が授与された。
東日本大震災の際、日本のスカウトに対して世界スカウト機構事務総長としてメッセージを贈った。

## 参照
- https://web.archive.org/web/20120303013406/http://www.scout.org/our_organisation/governance/world_bureau/secretary_general
- https://web.archive.org/web/20070817203641/http://www.zoominfo.com/people/level2page4965.aspx
- https://web.archive.org/web/20080512032311/http://www.scout.org/en/content/download/9680/82158/file/C0734WOSM_crisis_e.pdf
- http://www.boyscouts-ncac.org/documents.cfm?documentID=1777%5B%5D
- http://www.scout.org/ru/our_organisation/governance/world_bureau/secretary_general/luc_panissod_acting_secretary_general_nov_2007_present%5B%5D